# Божиково (Великопольське воєводство)
Божиково (пол. Borzykowo) — село в Польщі, у гміні Колачково Вжесінського повіту Великопольського воєводства.
Населення — 717 осіб (2011).
У 1975-1998 роках село належало до Познанського воєводства.

## Демографія
Демографічна структура станом на 31 березня 2011 року:
|          | Загалом | Допрацездатний вік | Працездатний вік | Постпрацездатний вік |
| -------- | ------- | ------------------ | ---------------- | -------------------- |
| Чоловіки | 363     | 92                 | 253              | 18                   |
| Жінки    | 354     | 75                 | 231              | 48                   |
| Разом    | 717     | 167                | 484              | 66                   |